# إله باطل

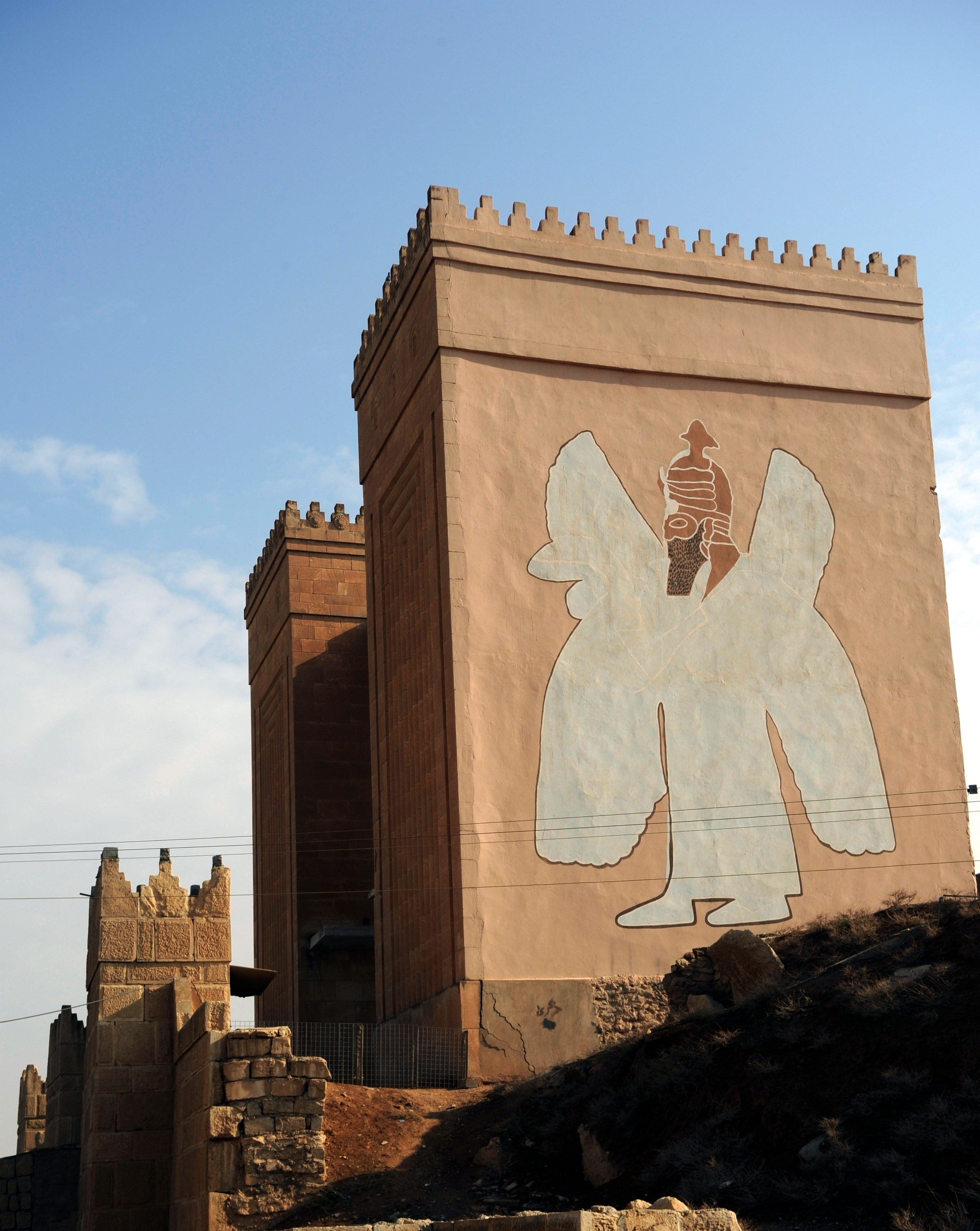
أنقاض بوابة نيرغال في نينوى، العراق

عبارة الإله الباطل هي مصطلح ازدرائي يُستخدم في الديانات الإبراهيمية (اليهودية والسامرية والمسيحية والعقيدة البهائية والإسلام) للإشارة إلى أصنام أو آلهة تخص الأديان الوثنية غير الإبراهيمية، إضافة إلى كيانات وكائنات أخرى تعزى بأهمية خاصة. على العكس، يعد بعض أتباع الديانات الإحيانية والشركية متعددة الآلهة أن آلهة الديانات التوحيدية المختلفة آلهة باطلة لعدم اعتقادهم أن أي إله حقيقي يمتلك الخصائص والإمكانات التي ينسبها الموحدون لإلههم الأوحد. لا يستخدم الملحدون، الذين لا يؤمنون بأي آلهة، عادة مصطلح الإله الباطل مع أنه يشمل جميع الآلهة من وجهة نظرهم. يقتصر استخدام هذا المصطلح عامةً على المؤمنين الذين اختاروا عبادة آلهة أو أكثر من آلهة، دون غيرهم.

## نظرة عامة
يُستخدم مصطلح الإله الباطل في الديانات الإبراهيمية للإشارة بازدراء إلى إله أو كائنات عبادة لا تشمل الإله الإبراهيمي والتي يعدونها غير شرعية أو عاطلة في السلطة المنسوبة إليها، ويستخدم هذا الوصف أيضًا للإشارة إلى الأوثان.
يُستخدم هذا المصطلح كثيرًا في جميع الكتب الإبراهيمية المقدسة (التوراة والتناخ والإنجيل والقرآن) لإظهار يهوه (إله اليهود والسامريين والمسيحيين) أو الله (إله المسلمين) على أنه الإله الحقيقي الوحيد. من ناحية أخرى، يُدلي الكتاب المقدس العبري أو كتاب العهد القديم بنفسه، بأن الإسرائيليين لم يكونوا موحدين في الأصل بل شاركوا بعبادة الأصنام وعبدوا العديد من الآلهة الأجنبية غير اليهودية إلى جانب يهوه أو بدلاً منه مثل بعل وعشتروت وعشيرة وكيموس وداجون ومولوخ وتموز وغيرهم، واستمروا بعبادتهم حتى عودتهم من الأسر البابلي. تحولت اليهودية، وهي الديانة الإبراهيمية الأقدم في نهاية المطاف إلى التوحيد الصارم الذي يقتصر على تبجيل يهوه،مفهوم اليهود عن الإله.
كانت ولا تزال الغالبية العظمى من الأديان في التاريخ متعددة الآلهة، وتعبد العديد من الآلهة المتنوعة، بالإضافة إلى ذلك، يلعب دائمًا التجسيد المادي للإله أو أكثر من إله دورًا بارزًا في جميع ثقافات العالم. جيء بادعاء عبادة الإله الحقيقي الأوحد إلى معظم العالم مع وصول الديانات الإبراهيمية، وهي السمة المميزة في وجهة نظرهم التوحيدية، في حين أن جميع الأديان الأخرى في العالم كانت أو لا تزال أرواحية أو شركية.

## في الكتاب العبري المقدس
يشير التناخ إلى الآلهة من الثقافات المجاورة الأخرى باسم شِديم(بالعبرية: שֵׁדִים)، من المحتمل أن تكون كلمة مستعارة من الأكدية إذ تشير كلمة شيدو في الأكدية إلى روح يمكن أن تكون إما حامية أو خبيثة. ظهرت مرتين (دائمًا بصيغة الجمع)، في مزمور 37:106 وتثنية 32:17. ذكروا في كلتا المرتين في سياق التضحية بالأطفال أو الحيوانات لهم. عندما تُرجم الكتاب العبري المقدس إلى اليونانية، تُرجم المصطلح العبري مع  سلبية ضمنية من شِديم إلى دايمون. أدى هذا إلى اعتبار الأرواح ذات الأصول الأجنبية شياطين.

## في الغنوصية
أُثني في الغنوصية على الحنش أو الثعبان المخادع (بالعبرية: נחש) في جنة عدن وشُكر على جلب المعرفة لآدم وحواء وبذلك تحريرهما من سيطرة الآله الشرير ديميرج «Demiurge». تعتمد المذاهب المسيحية على علم الكونيات الثنائية أو الكوسمولوجيا الثنائية التي تشير إلى الصراع الأبدي بين الخير والشر، وتصور الثعبان على أنه المنقذ المحرر ومانح المعرفة للبشرية خلافًا للخالق أو الإله العبري يهوه.
عد المسيحيون الغنوصيون الإله العبري في التناخ الإله الخبيث والزائف وخالقًا للكون المادي، وأن الإله المجهول للإنجيل، والد المسيح يسوع وخالق العالم الروحي، هو الإله الصالح الحقيقي. عُد يلدباوث (بالعبرية: ילדא בהות)كذلك في أنظمة مثل الأركونتيك «Archontic» والشيثية «Sethian» والأوفايت «Ophite» بمنزلة الإله الشرير والزائف ديميرج الذي أوجد الكون المادي وأبقى الأرواح محاصرة في أجساد مادية، مسجونة في عالم مليء بالألم والمعاناة.
مع ذلك، لم تعد كل الحركات الغنوصية أن خالق الكون المادي شرير أو خبيث بطبعه. على سبيل المثال، اعتقد الفالانتينيون أن ديميرج ليس إلا خالقًا غِرًا وغير كفوء، يحاول أن يُشكل العالم بأفضل ما يستطيع، لكنه يفتقر إلى القوة المناسبة للحفاظ على صلاحه. عد آباء الكنيسة الأوائل جميع الغنوصين زنادقة.

## في القرآن
يشير القرآن إلى الجن على أنهم كيانات لها مكانة الآلهة الأدنى نفسهل المنزلة في الديانة العربية قبل الإسلام، وبالرغم من أن القرآن لا يساوي الجن بمنزل الشياطين، لكنه يضعهم في منزلة المخلوقات البشرية نفسها. يخضع الجن أيضًا للحكم النهائي يوم القيامة من الإله الأعظم للقرآن «الله»،  بسبب فنائهم واعتمادهم على القدر. عد العالم الفارسي المسلم من القرن العاشر والفقيه الحنفي ورجل الدين السني أبو منصور الماتريدي مؤسس مدرسة اللاهوت الإسلامي، أن الجن أضعف من البشر، وأكد أنه كلما يتواصل البشر مع الجن، فإنهم يذلون أنفسهم.
تشير كلمة طاغوت إلى أصنام قد يسكنها شيطان أو أكثر، لاينكر المسلمون بالضرورة قوة الآلهة أو الشياطين داخل الصنم، لكنهم يجحدون استحقاقهم للعبادة. يروي المؤرخ العربي المسلم ابن الكلبي (737-819 م) في كتاب الأصنام كيف أمر النبي محمد خالد بن الوليد بقتل العزى، الآلهة التي عبدها العرب قبل الإسلام والتي يفترض أنها تسكن شجرة، بعد قطع جميع الأشجار، ظهرت امرأة ذات شعر متوحش ثبت أنها العزى، قتلت بعد المعركة وهكذا عُد العزى مهزومًا.
على نحو مشابه، كتب الجغرافي العربي المسلم المقدسي (نحو عام 945/946-991 م) عن الآلهة الهندية (تعرف في فلكلور الشرق الأوسط باسم ديف) مؤكدًا على أن لهم قدرة على فتن الناس، حتى المسلمين لعبادتهم، إذ يقال إن مسلمًا قد ترك الإسلام بعد أن زارهم وعاد إلى العقيدة الإسلامية بعد وصوله إلى أرض الإسلام مرة أخرى. لا تنحصر قوة الأصنام على السحر والفتن، لكن يمكنهم حتى منح الأمنيات.
الشركاء (شركاء الله)، كيانات أخرى مماثلة لا يُنكر وجودها، أيًا كانت علاقتها بالله، يُنظر إليها على أنها كائنات ضعيفة وعاجزة، يُلقون في جهنم في يوم القيامة مع الجن الخبيث والملائكة الساقطين الذين تحولوا إلى شياطين، لاستيلائهم على الطبيعة الإلهية.